# أندرياس غلدبيرجر
أندرياس غلدبيرجر (بالألمانية: Andreas Goldberger)‏ هو متزلج قفز نمساوي، ولد في 29 نوفمبر 1972 في Ried im Innkreis ‏ في النمسا.

## وصلات خارجية
- الموقع الرسمي
- أندرياس غلدبيرجر على موقع الاتحاد الدولي للتزلج (القفز التزلجي) (الإنجليزية)
- أندرياس غلدبيرجر على موقع أوليمبيديا (الإنجليزية)
- أندرياس غلدبيرجر على موقع IMDb (الإنجليزية)
- أندرياس غلدبيرجر على موقع قاعدة بيانات الفيلم (الإنجليزية)